# Acontia discoidea
Acontia discoidea är en fjärilsart som beskrevs av Carl Heinrich Hopffer 1862. Acontia discoidea ingår i släktet Acontia och familjen nattflyn. Inga underarter finns listade i Catalogue of Life.